# Pavé de Maing à Monchaux-sur-Écaillon
Der Sektor Pavé de Maing à Monchaux-sur-Écaillon ist ein 1600 Meter langer mit Kopfsteinen gepflasterter Weg, welcher bei Paris–Roubaix von Maing nach Monchaux-sur-Écaillon befahren wird.

## Charakteristik
Der Sektor Pavé de Maing à Monchaux-sur-Écaillon ist mit der Schwierigkeitsstufe von 3 Sternen ausgezeichnet. Er beginnt am Ortsausgang von Maing und steigt bis circa 1000 Meter leicht an. Bis zum Ende des Sektor fällt die Strecke wieder ab. Zu Beginn des Sektors gibt es einige Schlaglöcher aber ansonsten ist die Beschaffenheit des Pflaster durchweg gut.

## Geschichte
Der Sektor wurde 2001 das erste Mal befahren. Er wird regelmäßig bis heute (Stand 2024) befahren. 2021 wurden Sanierungsmaßnahmen an einigen Stellen des Abschnittes mit der Unterstützung der Les Amis de Paris–Roubaix durchgeführt.

## Bildergalerie

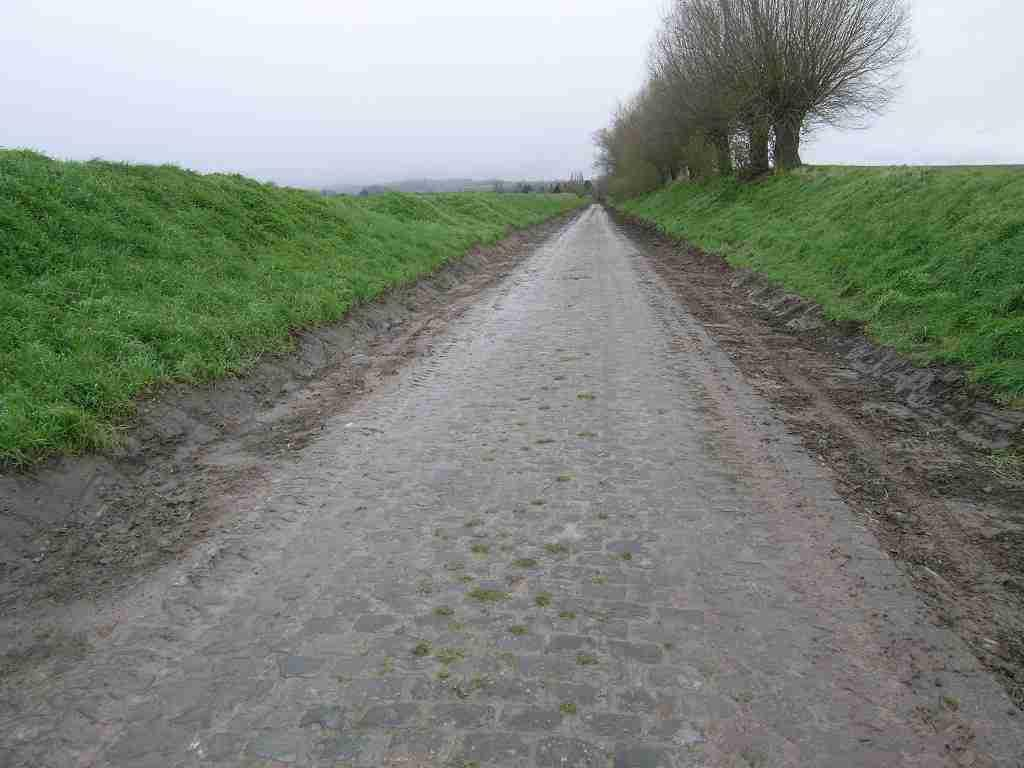
Beschaffenheit des Sektors